# On and On and On
«On And On And On» (Una y otra y otra vez) es una canción y un sencillo que publicó el grupo sueco ABBA sólo en países seleccionados. 

## La canción
Fue escrita por Benny y Björn. Fue grabada el 4 de abril de 1980, en los estudios de Polar Music, llamada primeramente "Esses Vad Det Svänger När Man Spelar Jazz" y posteriormente "'Til The Night Is Gone". La canción habla de lo que le sucedió a una chica cuando estaba en una fiesta y se topó con dos chicos muy diferentes que la invitaron a bailar. Este tema viene incluido en el álbum Super Trouper como la pista número 3.
"On And On And On" fue de gran gusto para el público australiano, donde fue lo único lugar en el que alcanzó el Top Ten, pues se convirtió en la última entrada de ABBA en el Top Ten de ese País.  En el resto de los países donde se lanzó, no tuvo el mismo éxito y su posición en las listas no superó el número 50, excepto en Francia donde se estancó en el puesto número 18 respectivamente. Pero con "Lay All Your Love On Me" y "Super-Trouper" alcanzó el número uno en el Billboard Hot Dance Club Play de Estados Unidos.
La canción saldría más tarde como lado B de "Lay All Your Love On Me".

## El lado B
The Piper (El Flautista) es el lado B de este sencillo. Fue escrita por Björn y Benny, siendo grabada el 19 de agosto de 1980. La canción habla sobre como un flautista logra hipnotizar a todo un pueblo con sus melodías, y ahora ellos atienden cada capricho del flautista. Este tema viene incluido en el álbum Super Trouper como la pista número 8.
"The Piper" también fue el lado B de "Andante, andante" en Argentina y de "Super Trouper" a nivel mundial, siendo publicada el 1 de noviembre de 1980.

## El vídeo
Fue hecho con varias fotos tomadas por Anders Hanser de los conciertos que ABBA dio en su tour de 1979. Tenía la particuliaridad de tener un verso extra que no salía en la versión de estudio.
Actualmente está disponible en The Definitive Collection (DVD) y en ABBA: 16 Hits.

## Posicionamiento
| Lista                                      | Posición |
| ------------------------------------------ | -------- |
| E.U.A. Billboard Hot Dance Club Play Chart | 1        |
| Australia Top 50 ARIA Singles Chart        | 9        |
| Francia                                    | 18       |
| Japón Top 100 Oricon                       | 52       |
| Billboard Hot 100                          | 90       |
| E.U.A. Top 100 Record World Singles Chart  | 125      |

### Trayectoria en las listas
| Posición | 92 | 91 | 90 | 95 | 94 | 99 |

| Posición | 60 | 31 | 22 | 22 | 16 | 9 | 10 | 19 | 24 | 29 | 35 | 54 |

### Listas de Fin de Año
| País           | Posición | Año  |
| -------------- | -------- | ---- |
| Australia      | 84       | 1981 |
| Estados Unidos | 14       | 1981 |